# Øjvind Winge
Øjvind Winge (ur. 19 maja 1886 w Aarhus, zm. 5 kwietnia 1964) – duński biolog i pionier genetyki drożdży.

## Życiorys
Po ukończeniu szkoły średniej rozpoczął studia prawnicze na Uniwersytecie Kopenhaskim, ale wkrótce przeniósł się na biologię, która bardziej go interesowała. W 1910 r. otrzymał tytuł magistra. Podróżował i zwiedzał Sztokholm, Paryż i Chicago, studiując głównie cytologię chromosomową, potem wrócił na Uniwersytet Kopenhaski i napisał rozprawę doktorską pt. „Chromosomy: ich liczba i ogólne znaczenie”. Przedstawił w niej hipotezę hybrydyzacji roślin, która zainspirowała wiele dalszych badań w tej dziedzinie. W 1910 roku został mianowany przewodniczącym genetyki na Królewskim Uniwersytecie Weterynaryjnym i Rolniczym w Kopenhadze, gdzie między innymi napisał opublikowany w 1928 roku „Podręcznik genetyki”.
W 1933 roku Winge otrzymał propozycję i przyjął stanowisko Dyrektora Wydziału Fizjologii w Laboratorium Carlsberga w Kopenhadze. Tutaj poświęcił swoje badania dwom roślinom uprawnym: chmielowi i jęczmieniowi, oraz drożdżom. Z czasem jego badania coraz bardziej skupiały się na drożdżach. Opracował i wykorzystał techniki mikromanipulacji pojedynczych komórek drożdży i zarodników, aby zbadać je na poziomie genetycznym. Odkrył, że zarodniki drożdży są haploidalne, a komórki diploidalne i powstają w wyniku koniugacji dwóch komórek haploidalnych lub samodiploidyzacji. Wykazał w ten sposób, że szczepy można genetycznie manipulować poprzez specyficzne kojarzenie. Winge wykazał również, że cechy organizmów są głównie determinowane przez prawa Mendla. Prace Winge’a miała kluczowe znaczenie dla podstawowego kształtowania się wczesnej inżynierii genetycznej i biotechnologii. Często przypisuje mu się tytuł „Ojca genetyki drożdży”.
W 1947 roku Winge został wybrany na członka zagranicznego Royal Society. W naukowych nazwach utworzonych przez niego taksonów dodawane jest jego nazwisko Winge.